# کالین دیویس (راننده مسابقه)
کالین چارلز هیوتون دیویس (انگلیسی: Colin Charles Houghton Davis؛ زادهٔ ۲۹ ژوئیهٔ ۱۹۳۳ در ماری‌لبون، لندن، درگذشتهٔ ۱۹ دسامبر ۲۰۱۲) رانندهٔ مسابقات اتومبیل‌رانی اهل بریتانیا بود که در فصل ۱۹۵۹ در مجموع در دو گراند پری از مسابقات جهانی فرمول یک شرکت کرد، اما موفق به کسب هیچ امتیازی نشد.
دیویس در ۱۹ دسامبر ۲۰۱۲ پس از تحمل یک دوره طولانی بیماری درگذشت.